# جميلة (فلم 2011)
جميلة هُو فيلم روائي من جنوب السودان، أخرجه دانيال دانيس وصدر سنة 2011. يُعد الفيلم أول فيلم طويل في تاريخ سينما جنوب السودان، وذلك بعد انفصال جنوب السودان عن السودان سنة 2011.
يحكي فيلم جميلة قصة امرأة وخطيب لها، بينما يترصد المرأة عاشق آخر يُعد أكبر سنا وأكثر ثراءً من خطيبها.
أُنتج الفيلم بواسطة (بالإنجليزية: Woyee Film and Theatre Industry)، وقد تشكلت هذه الأخيرة بمُبادرة من اللاجئين العائدين إلى جوبا من مُخيم كاكوما للاجئين في كينيا، حيث حظيت المجموعة بتدريب على مهارات صناعة الأفلام، وفرته لهم مُنظمة (بالإنجليزية: FilmAid International) غير الحكومية. بعد عودتهم إلى جوبا، قامت المجموعة المُكونة من أكثر من خمسين فردًا بإخراج أفلام قصيرة لصالح وكالات الأمم المتحدة، وتناوبوا على الأدوار الرئيسية فيما بينهم وكسبوا المال لشراء مُعدات التصوير والمونتاج. بعد تدمير فاعة السينما الوحيدة في جوبا خلال الحرب، عُرض الفيلم في مركز ثقافي محلي. شاهد العرض الأولي للفيلم أكثر من 500 شخص، فيما حضر عدد أكبر من هذا خلال العرض الثاني للفيلم.